# Hydrogenfluorid
Hydrogenfluorid (formel: HF) er en kemisk forbindelse der ved stuetemperatur er en klar gas. Hydrogenflourid og den flussyre der dannes ved at hydrogenflourid kommer i kontakt med vand eller væv, har mange industrielle anvendelser som bestanddel i supersyrer og i produktionen af polymerer. Stoffet er stærkt giftigt og ætsende.
| Kemi | Spire Denne artikel om kemi er en spire som bør udbygges. Du er velkommen til at hjælpe Wikipedia ved at udvide den. |